# Mânio Papírio Crasso
Mânio Papírio Crasso (em latim: Manius Papirius Crassus) foi um político da gente Papíria nos primeiros anos da República Romana eleito cônsul em 441 a.C. com Caio Fúrio Pácilo Fuso. 

## Consulado (441 a.C.)
Seu mandato ocorreu num período de tranquilidade em Roma, tanto interna quanto externa. Lívio registra uma proposta fracassada do tribuno da plebe Petélio de alocar terras públicas para a plebe.